# Тини Брэдшоу
Майрон Карлтон «Тини» Брэдшоу (англ. Myron Carlton «Tiny» Bradshaw; 23 сентября 1907, Янгстаун, Огайо, США — 26 ноября 1958, Цинциннати, Огайо, США) — американский джазовый и ритм-энд-блюзовый бэнд-лидер, певец, композитор, пианист и барабанщик. Наиболее известен как соавтор и исполнитель популярных песен «Well Oh Well» (1950), «I’m Going To Have Myself A Ball» (1950), «Walkin' The Chalk Line» (1951), а также «Train Kept A-Rollin’» (1951) — ставшей важной вехой в истории развития рок-н-ролла.

## Ранние годы
Майрон Карлтон Брэдшоу родился в Янгстауне, штат Огайо, в семье Цицерона Брэдшоу и его жены Лилиан Боггесс. Брэдшоу окончил среднюю школу Янгстауна, после чего учился в университете Уилберфорса по специальности психология. Однако, получив диплом, начал зарабатывать на жизнь музыкой. В Огайо он пел и играл на ударных вместе с Хорасом Хендерсоном, в группе Collegians, ориентированной на студенческую аудиторию. В 1932 году Брэдшоу переехал в Нью-Йорк, где занимал место барабанщика в ансамблях Alabamians Мэриона Харди, The Charleston Bearcats (впоследствии были переименованы в Savoy Bearcats) и Mills Blue Rhythm Band, а также выступал в качестве вокалиста с джазовым пианистом Луисом Расселом.

## Карьера
В 1934 году Брэдшоу создал свой собственный свинг-оркестр, который в том же году записал восемь песен во время двух сессий для лейбла Decca Records. Следующая запись группы состоялась в 1944 году для Manor Records, когда её музыка стала ближе к ритм-энд-блюзу. В 1947 году ансамбль записал материал для Savoy Records.

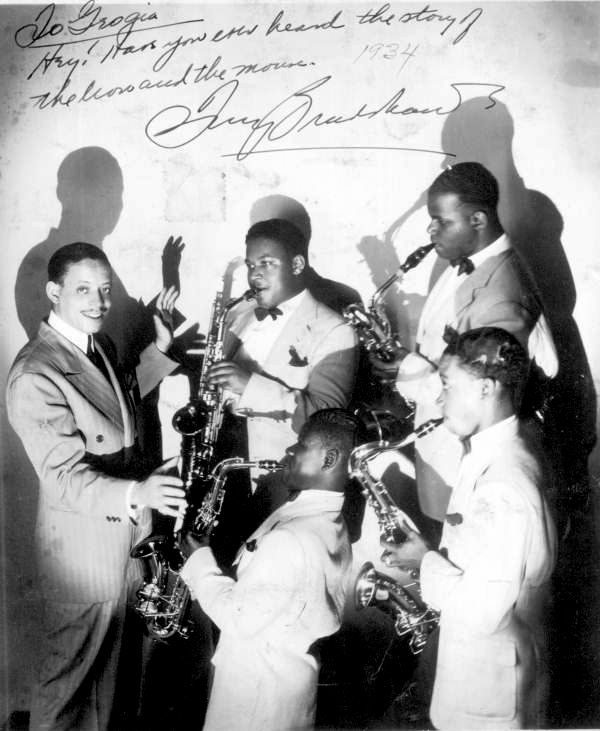
Тини Брэдшоу и саксофонисты его ансамбля (1934 год)

Группа активно создавала материал для ритм-энд-блюзового музыкального рынка — сотрудничая с лейблом King Records с конца 1949 до начала 1955 года, записав за это время пять хитов, попавших в Top-10 специализированного чарта Billboard. Самой успешной песней Брэдшоу того периода была композиция «Well Oh Well» (1950), которая достигла 2-го места и оставалась в этом чарте в течение 21 недели. Два следующих музыкальных номера, «I’m Going To Have Myself A Ball» (№ 5, 1950) и «Walkin' The Chalk Line» (№ 10, 1951), также проявили себя успешно в хит-парадах, после чего последовал перерыв в творчестве музыканта длиною почти в два года.
В 1951 году Брэдшоу записал свою самую известную композицию — «Train Kept A-Rollin’», тем не менее не попавшую в чарты, которая внесла имя музыканта в анналы рок-музыки. В 1956 году кавер-версию этой песни записал Джонни Бёрнетт со своей группой The Rock and Roll Trio, а в 1965 году — британский ансамбль The Yardbirds, в котором солировал гитарист-виртуоз Джефф Бек. В 1974 году свою версию записала хард-рок-группа Aerosmith, а в 1978 году — Motörhead, сделавшая её популярной в хэви-метал среде. Помимо этого, гитарист Джимми Пейдж (также игравший в The Yarbirds) отмечал, что первой песней, сыгранной на самой первой репетиции будущей рок-группы Led Zeppelin, была «Train Kept A-Rollin’».
В 1953 году Брэдшоу вернулся в R&B-чарты с инструментальной композицией «Soft» (№ 3), позднее перезаписанной Биллом Доггетом, а также песней «Heavy Juice» (№ 9). Оба этих хита были записаны при участии тенорового саксофона Рэда Прайсока.
В конце карьеры у Брэдшоу начались серьёзные проблемы со здоровьем — он перенёс два инсульта, первый из которых произошёл в 1954 году, после чего он был частично парализован. Музыкант вернулся к гастролям в 1958 году. Во время его последней сессии, проходившей в том же году, были записаны песни «Short Shorts» и «Bushes», оказавшиеся неудачной попыткой войти на рынок подростковой музыки.
Ослабленный первым инсультом, а также постоянной необходимостью выступлений — чтобы заработать на хлеб, Брэдшоу умер в Цинциннати от второго инсульта в 1958 году.

## Наследие
Брэдшоу запомнился целой серией ритм-энд-блюзовых хитов. Как руководитель группы, он был бесценным наставником для важных[прояснить] музыкантов и аранжировщиков, включая Сила Остина, Хэппи Колдуэлла, Шэда Коллинза, Уайлда Билла Дэвиса, Талиба Давуда, Джила Фуллера, Джиджи Грайса, Джорджа «Большого Ника» Николаса, Рассела Проукопа, Рэда Прайсока, Кёрли Рассела, Кэлвина Шилдса, Сонни Ститта, Нобла «Тин Мэна» Уоттса и Шэдоу Уилсона.

## Дискография
| Decca Records - 194 The Darktown Strutter’s Ball/The Sheik Of Araby (1934) - 236 Ol' Man River/I’m A Ding Dong Daddy (1934) - 317 Mister, Will You Serenade/She’ll Be Coming 'Round The Mountain (1934) - 456 Shout, Sister, Shout/I Ain’t Got Nobody (1934) Regis Records - 1010 Straighten Up And Fly Right/Bradshaw Bounce (1944) - 1010 After You’ve Gone/Salt Lake City Bounce (1944) - 1011 After You’ve Gone/Salt Lake City Bounce [reissued with the correct number] (1944) Manor Records - 1052 Butterfly/Schoolday Blues (aka P.S. 81 Blues) (1945) - 1082 After You’ve Gone/Salt City Bounce [reissue of Regis 1011] (1945) - 1147 V-2/I Found Out Too Late (1946) - 1149 Salt Lake City Bounce/After You’ve Gone [reissued with the correct title] (1946) - 1181 Bride And Groom Boogie/Six Shooter Junction (1946) Savoy Records - 650 These Things Are Love/I’ve Been Around (1947) - 655 Take The Hands Off The Clock/If I Had A Million Dollars (1947) King Records - 4337 Teardrops/Gravy Train (1949) - 4357 Well Oh Well/I Hate You (1950) - 4376 Boodie Green/After You’re Gone (1950) - 4397 I’m Going To Have Myself A Ball/Butterfly (1950) - 4417 Breaking Up The House/If You Don’t Love Me, Tell Me So (1950) | - 4427 Walk That Mess/One, Two, Three, Kick Blues (1950) - 4447 Two Dry Bones On The Pantry Shelf/Brad’s Blues (1951) - 4457 Bradshaw Boogie/Walkin' The Chalk Line (1951) - 4467 I’m A High Ballin' Daddy/You Came By (1951) - 4487 T-99/Long Time Baby (1951) - 4497 The Train Kept A-Rollin'/Knockin' Blues (1951) - 4537 Mailman’s Sack/Newspaper Boy Blues (1952) - 4547 Lay It On The Line/Rippin' And Runnin' (1952) - 4577 Soft/Strange (1952) - 4621 Heavy Juice/The Blues Came Pouring Down (1953) - 4647 Free For All/Off And On (1953) - 4664 Later/South Of The Orient (1953) - 4687 Ping Pong/Powder Puff (1953) - 4713 Overflow/Don’t Worry 'Bout Me (1954) - 4727 The Gypsy/Spider Web (1954) - 4747 Stack Of Dollars/Cat Fruit (1954) - 4757 Light/Choice (1954) - 4777 Cat Nap/Stomping Room Only (1955) - 4787 Pompton Turnpike/Come On (1955) - 5114 Short Shorts/Bushes (1958) - Walk That Mess! The Best Of The King Years Westside #WESA-824 (1998) - The EP Collection…Plus See For Miles #SEECD-703 (1999) - The Chronological Tiny Bradshaw 1934—1947 Classics (Blues & Rhythm Series) #5011 (2002) - The Chronological Tiny Bradshaw 1949—1951 Classics (Blues & Rhythm Series) #5031 (2002) - Breaking Up The House Proper Pairs #PVCD-101 (2002) - Well Oh Well: The Very Best Of Tiny Bradshaw Collectables #2880 (2004) - Heavy Juice: The King Recordings 1950-55 Rev-Ola #CRBAND-3 (2006) |  |